# Juan
Juan ist ein je nach Herkunft männlicher oder weiblicher Vorname.

## Herkunft und Bedeutung

### Spanischer Vorname
→ Hauptartikel: Johannes
Juan (spanisch: [ˈxwan]) ist die spanische und manx Variante des hebräischen Namens יֹוחָנָן jôḥānān: „der Herr ist gnädig“.

### Chinesischer Vorname
Der chinesische Name 娟 juān [t͡ɕɥɛn] „wunderschön“, „anmutig“. Es existieren auch andere Schreibweisen mit entsprechenden Bedeutungen. Er wird in China sowohl von Männern als auch von Frauen getragen.

## Verbreitung
Der Name Juan ist vor allem im spanischen Sprachraum verbreitet. In Spanien gehört er seit dem Mittelalter zu den beliebtesten Jungennamen und belegte im Jahr 2021 Rang 33 in den Vornamenscharts. In Chile zeigt sich ein ähnliches Bild. Dort stand der Name im Jahr 2021 auf Rang 27. In Argentinien belegte er im selben Jahr Rang 5 der Hitliste.
Außerhalb des spanischen Sprachraums ist Juan vor allem in den USA verbreitet. Zwischen 1970 und 2014 gehörte der Name dort zu den 100 beliebtesten Jungennamen. Im Jahr 1999 erreichte der Name dort mit Rang 46 seine bislang höchste Platzierung. Zuletzt stand der Name auf Rang 164 der Hitliste (Stand 2021).
In Frankreich war der Name vor allem in den 1960er Jahren beliebt, erreichte jedoch nie Platzierung in den Top 100.
In Deutschland wird der Name nur sehr selten vergeben. Zwischen 2010 und 2021 wurde er nur etwa 600 Mal gewählt.

## Varianten

### Spanischer Vorname
- Spanisch: Ibán
  - Diminutiv: Juanito, Juancho, Juanelo, Juantxu
- Manx: Ean
- Portugiesisch: Ruan (phonetisch ans Spanische angeglichen)
- Weiblich: Juana
  - Diminutiv: Juanita, Johana

Für weitere Varianten: siehe Johannes#Varianten bzw. Johanna#Varianten

### Chinesischer Vorname
- Vietnamesisch: Quyên

## Namensträger

### Vorname
Siehe auch: Juan Carlos
- Juan III. de Silva, 5. Conde de Cifuentes (1510–?), 1549 Botschafter von Karl V bei Eduard VI.
- Juan Aguilera (1962–2025), spanischer Tennisspieler
- Juan Arricio (1923–?), bolivianischer Fußballspieler
- Juan de Austria (1547–1578), Befehlshaber der spanischen Flotte und Statthalter der habsburgischen Niederlande
- Juan Antonio Bardem (1922–2002), spanischer Filmregisseur und Drehbuchautor
- Juan de Borbón y Battenberg (1913–1993), Infant von Spanien, Graf von Barcelona
- Juan Ramón Curbelo (* 1979), uruguayischer Fußballspieler
- Juan de Cazalla (um 1480–1530/1535), spanischer Theologe und Geistlicher, Titularbischof von Verissa
- Juan de Espinosa (dokumentiert von 1619 bis 1659), spanischer Stilllebenmaler
- Juan de Flandes (1465–1519), niederländischer Maler der Renaissance
- Juan de Fuca, griechischer Seefahrer in spanischen Diensten
- Juan de Homedes y Coscon (auch: Jean; 1477–1553), 47. Großmeister des Malteserordens
- Juan de Prado, spanischer Arzt und Philosoph
- Juan de Segovia, spanischer Theologe, Vertreter des Konziliarismus auf dem Basler Konzil
- Juan Del Campo (* 1994), spanischer Skirennläufer
- Juan Evaristo (1902–1978), argentinischer Fußballspieler
- Juan Gil de Zámora (um 1240–um 1320), spanischer Franziskaner und Gelehrter
- Juan Goytisolo (1931–2017), spanischer Schriftsteller
- Gu Juan (* 1990), singapurische Badmintonspielerin
- Juan S. Guse (* 1989), deutscher Schriftsteller
- Juan Halty (* 1989), chilenischer Fußballspieler
- Juan Jesus (* 1991), brasilianischer Fußballspieler
- Juan D. Lange (* 1955), uruguayisch-deutscher Tänzer und Tanzlehrer
- Juan Linz (1926–2013), deutsch-spanischer Politikwissenschaftler, Hochschullehrer
- Juan Manuel de Villena de la Vega (–1543), kastilischer Adliger und Politiker
- Juan Martín Díez, genannt El Empecinado (1775–1825), spanischer Widerstandskämpfer und Guerillaführer
- Juan Pablo Montoya (* 1975), kolumbianischer Rennfahrer und ehemaliger Formel-1-Pilot
- Juan Pacheco (1419–1474), Grande von Kastilien
- Juan Pedevilla (1909–2005), Fußballspieler
- Juan José Ribera (* 1980), chilenischer Fußballspieler und -trainer
- Juan Rodrigo (* 1962), philippinischer Schauspieler
- Juan Silveira dos Santos (* 1979), brasilianischer Fußballspieler
- Juan Williams Rebolledo (1825–1910), chilenischer Marinekommandeur und Vizeadmiral
- Juan Röhl (* 1973), venezolanischer Schachspieler
- Juan Zanelli (1906–1944), chilenischer Automobilrennfahrer und Widerstandskämpfer im Zweiten Weltkrieg († 1944)
- Juan Zorrilla (* 1975), paraguayischer Fußballschiedsrichterassistent
- Juan de Zurbarán (1620–1649), spanischer Maler

### Familienname
- Estefanía Juan (* 1981), spanische Gewichtheberin
- Fritz Max Hofmann-Juan (1873–1937), deutscher Maler
- Jorge Juan y Santacilia (1713–1773), spanischer Mathematiker und Ingenieur
- Juan Huarte de San Juan (1529–1588), spanischer Arzt und Philosoph
- Marina de Juan Gallach (* 1993), spanische Squashspielerin
- Olga San Juan (1927–2009), US-amerikanische Schauspielerin und Tänzerin
- Sebastià Juan Arbó (1902–1984), katalanischer Schriftsteller

### Kunstfiguren
- Don Juan, literarischer Archetypus
- Don Juan, Novelle von E. T. A. Hoffmann (1813)
- Don Juan (Strauss), symphonische Dichtung von Richard Strauss
- Don Juan DeMarco, US-amerikanischer Film aus dem Jahr 1995
- Don Juan Matus, Figur in den Werken von Carlos Castaneda